# Kristopher Johnson
Kristopher Johnson (30 marzo 1990) è un pallavolista statunitense.
Gioca nel ruolo di centrale nella Steaua Bucarest.

## Carriera
La carriera di Kristopher Johnson inizia nei tornei scolastici californiani, giocando per la Lakewood HS. Concluse le scuole superiori, gioca anche a livello universitario, vestendo la maglia del Long Beach City College, prima di approdare alla California Baptist University, partecipando per tre anni alla NCAA Division I.
Nella stagione 2014-15 firma il suo primo contratto professionistico in Finlandia col LEKA, col quale disputa la Lentopallon Mestaruusliiga per un biennio; nel 2015 fa anche il suo esordio nella nazionale statunitense in occasione dei XVII Giochi panamericani di Toronto. Nel campionato 2016-17 viene ingaggiato in Portogallo dalla Fonte do Bastardo, impegnata in Primeira Divisão, mentre nel campionato seguente si accasa in Romania, dove difende i colori della Steaua Bucarest, in Divizia A1.